# Cul-de-lampe (typographie)
Pour les articles homonymes, voir Cul-de-lampe.

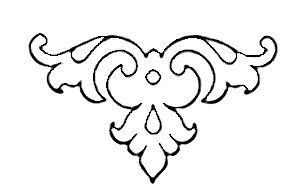
Vignette typographique servant de cul-de-lampe.

En typographie, un cul-de-lampe est un ornement placé en bas d'une page de fin de chapitre ou de livre. Il prend généralement la forme d’un triangle composé d'un dessin abstrait ou imagé comme avec le fleuron typographique. On appelle également cul-de-lampe l'arrangement décoratif d'un texte qui va en diminuant, d'une ligne à l'autre, jusqu'à ne plus former qu'une pointe sur la dernière ligne.

## Exemple
Exemple d'un ornement typographique en forme de cul-de-lampe réalisé avec des astérisques :

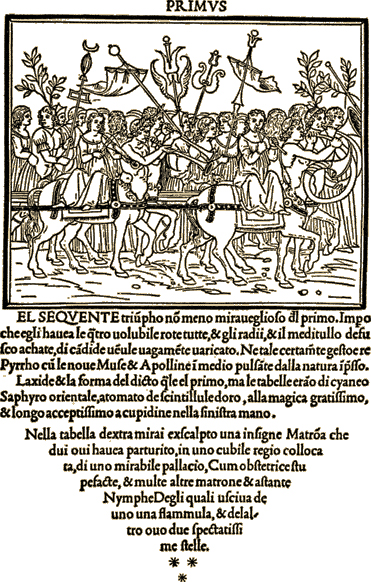
Composition en cul-de-lampe surmontée d'une vignette.